# 中性演化理論
中性演化理論全稱為分子演化的中性理論（英語：Neutral theory of molecular evolution），簡稱為中性理論。是日本遺傳學家木村資生在1968年早期所提出的一種演化理論。
這個理論認為在分子遺傳學的層次上，基因的變化大多數是中性突變，也就是對生物個體的生殖与生存既沒有好處也沒有壞處的突變。由於中性突變並不受自然選擇影響，而是由中性的突变基因的遗传漂变产生的，因此中性理論也曾被認為是與查爾斯·達爾文的自然選擇論處於競爭狀態。另外木村資生提出突然變異產生的蛋白質和原本的蛋白質之間沒有適應性的差異時的突然變異則稱為中立突然變異的理論。
不過現今的演化生物學家認為，自然選擇理論與中性理論是能夠並立且互補的。例如木村資生本人便曾在1986年說：「此理論並不否認自然選擇對於適應演化上的方向決定」。
中性演化理论承认了多数突变基因为有害基因这一可能性，但是认为由于自然选择的快速移除，对于物种内或物种间，这些基因并不会造成分子层面上持续的重大的改变，因而中性基因的遗传漂变在分子演化中起着更重要的作用。此外，这一理论还认为，最终中性突变能否被遗传是由随机遗传漂变模型所描述的抽驗过程所决定。 
这一理论最早由日本生物学家木村資生在1968年提出, 而两名美国生物学家Jack Lester King和Thomas Hughes Jukes在1969年也相对独立地提出了这一理论。 理论的细节由木村在其1983年的专著The Neutral Theory of Molecular Evolution中描述。根据木村所言, 这一理论只适用于分子层面的演化，但表型的进化仍然是由自然选择控制。这一提法被更广泛的“中立选择（neutralist-selectionist）”争论所沿用，用以解释分子分化与多样组合的模式的解释。这一争论在20世纪70到80年代达到顶峰，期间大量关于分子层面选择的证据被发现。

## 概览
诸如Freese (1962)和Freese&Yoshida (1965)等资料显示，中性突变可能是广泛的，随之 木村資生在1968年提出中性演化理论来解释这一现象，在1969年King和Jukes也不约而同地提出这一理论。
理论的提出者们猜想，绝大多数已知物种的基因差异在自然选择上都是“中性”的，亦即这些基因上的差异所产生的表达的分子之间的差异不影响自然选择中物种的適應度。由此，中性演化理论认为这些基因组的特性既不从属于自然选择，也不能被自然选择所能解释。这一观点建立在密码子简并性基础上——密码子简并性指的是组成密码子即便核酸序列不同，但编码得到的氨基酸也可能相同。例如，GCC和GCA均是丙氨酸的密码子。因此，许多可能的只有一个核酸的改变可能实际上是“沉默的”或者“不表达的”(参见：同义替换)，在生物学上被认为是作用极小或者没有作用的。
建立在中性演化理论基础上的第二个假说即是：多数的进化实际上是等位基因遗传漂变的结果，而并不是诸如非中性基因的遗传连锁造成的遗传便车等原因造成的。突变出现后，中性的等位基因可能通过遗传漂变在族群里根据普遍。但通常情况下，突变会消失，少数情况下会被固定下来，成为族群较为“标准”的基因。这一随机过程可以被抽样事件的形式描述，并遵从描述随机遗传漂变的公式。
根据这一理论，突变以μ的速度发生在每2N拷贝的一个基因上，有1/(2N)的概率被固定。这意味着，如果所有的突变都是中性的，突变固定的速度会在差异化的族群中累积，并等于每人的基因突变（如DNA复制出错）的概率，均等于μ。当中性突变的比例为常数时，族群之间的差异率也为常数。尽管分子时钟的发现早于中性演化理论的提出，但这为分子时钟提供了理论依据。
中性理论与新达尔文主义理论不同，许多分子生物学家和群体遗传学家都为其发展做出了贡献。
中性理论并不排斥自然选择的发生。进化生物学家通常将自然选择分为两大类：纯化选择（purifying selection）,和正向选择（positive (Darwinian) selection）；前者会使有害突变消亡，后者会使得有优势的基因被偏好。正向选择也被归为定向選擇的子类，定向选择倾向于固定有优势的基因；同时，平衡选择可以基因座上的多态性。中性演化理论预言了纯化选择的无所不在，但正向选择则十分罕见，但其在适应性进化中的作用并未被否定。纯化选择是蛋白编码基因进化的常态，正向选择相对稀少；但有趣的是，这是因为这样的选择会导致编码基因逐渐偏离常态。这一理论之后，根井正利提出了更加全面而现代的分子进化理论。

## 中性选择争论
木村資生的理论一出现就伴随着激烈的争论。争论多数围绕着任何基因组里，到底有相对多少比例的等位基因是中性的，而又有多少不是中性的。与多数外行人的感知不同的是，这一争论与自然选择是否发生并无关系。木村資生称，分子演化是由具有选择性的中性演化决定的，而在表型层面，性状的改变可能由自然选择而非遗传漂变所决定的。
根据分子演化的中性理论，种群内遗传差异的数量应当与有效族群大小成比例。而遗传多样性比起普查得到的种群规模远小得多，由此产生了"遗传差异的悖论（paradox of variation）"。高水平的遗传多样性是支持中性演化理论的几个初始论点之一，因此这一悖论也成为了反对中性演化理论最有力的论断之一。
太田朋子强调了接近中性的突变，尤其是损害较小的突变之重要性。近中性变异的种群变迁在本质上与中性突变的相同，除非N表示自然选择的有效族群大小，选择系数的决定值大小大于1/N。N的值因而会影响多少突变被视为中性而多少突变被视为有害。
大量的统计模式测试过中性演化理论与實際演化的匹配情况。(例如McDonald-Kreitman测试)，并且一批作者声称监测到了选择。(如：Fay et al. 2002,Begun et al. 2007,Shapiro et al. 2007,Hahn 2008,Akey 2009等)。然而，根井正利等人在2010年发文称，这些统计模式基于大量的在生物学上是不合理的假设。